# Francis Harwood
Francis Harwood (1727 – 1783) è stato uno scultore britannico.

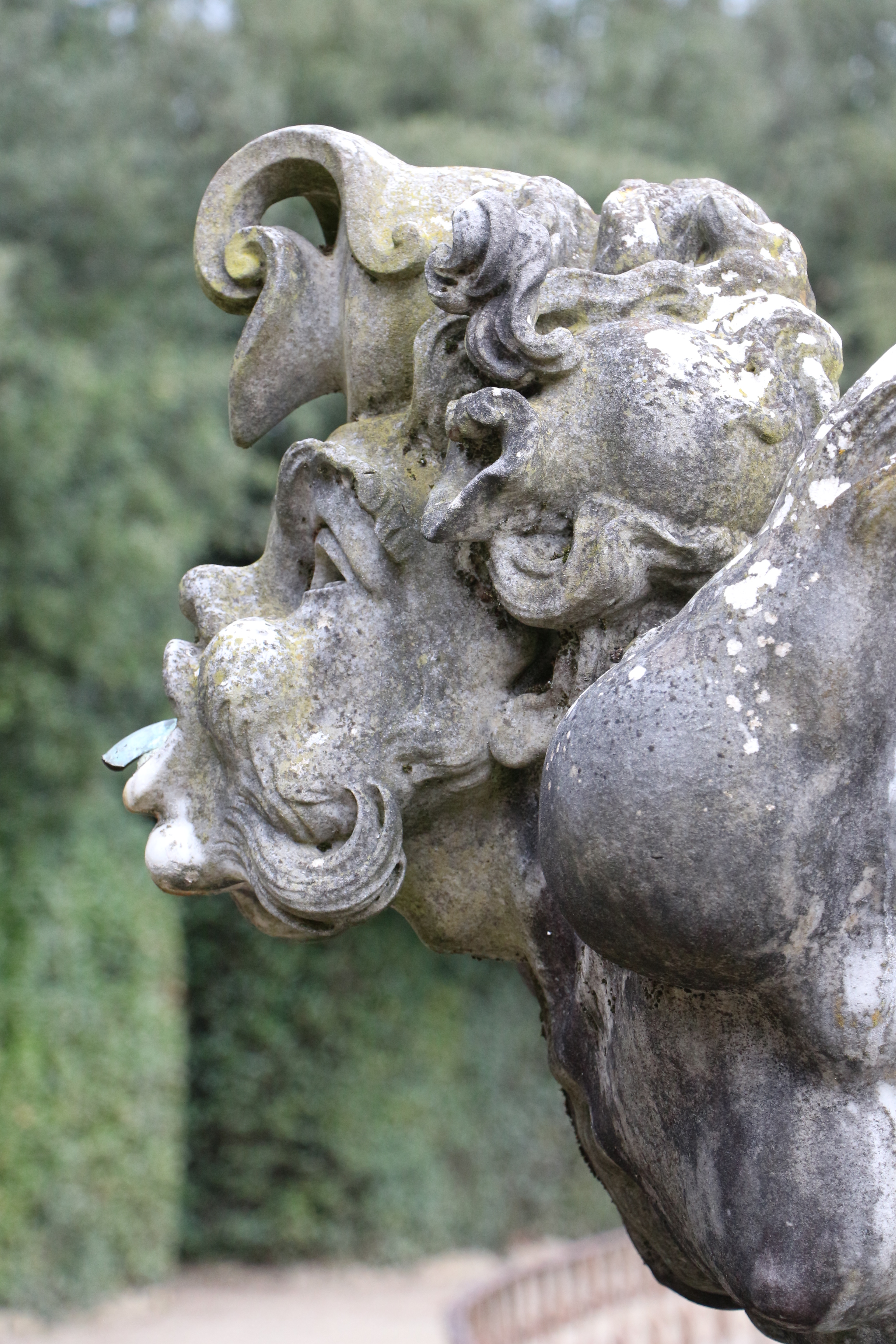
Fontana dei Tritoni a Boboli, rifatta da un modello di Michelangelo Ferrucci, 1775 circa

Si formò in Inghilterra (una sua prima opera è considerata un busto di Faustina a Castle Ashby, del 1748) per poi trasferirsi a Firenze, dove divenne lo scultore di riferimento per gli aristocratici inglesi che intraprendevano il Grand Tour passando per la Toscana. Qui risulta iscritto all'Accademia delle arti del disegno dal 1755. Lavorò anche in commissioni ufficiali per i granduchi: sue sono alcune statue per l'Arco lorenese e per l'Isolotto nel giardino di Boboli.